# Uno dei Mods/Cosa pensi di me
Uno dei Mods/Cosa pensi di me è un singolo del 1965 di Ricky Shaine pubblicato in Italia nel 1965.

## Descrizione
Le parole del primo brano sono di Franco Migliacci e Gianni Meccia. La canzone è ambientata a Liverpool, ma si ispira alle battaglie nelle strade dei sobborghi di Londra tra le bande rivali dei Mod e dei Rocker.
Fu il primo grande successo di Ricky Shayne, che scalò con esso la classifica della Hit Parade italiana. In seguito propose un altro brano sullo stesso tema: Vi saluto amici Mods.
Nel 1966 uscì il film La battaglia dei Mods, diretto da Franco Montemurro, in cui Ricky Shayne canta il brano Uno dei Mods e altri suoi successi.
Nell'estate del 1990 questo successo degli anni sessanta il brano è stato ripresentato nella seconda edizione del programma televisivo Una rotonda sul mare, condotta da Red Ronnie su Canale 5. Dello stesso anno è una famosa cover dei Nabat.

## Tracce
1. Uno dei mods – 2:29 (Franco Migliacci, Gian Claudio Mantovani e Gianni Meccia)
2. Cosa pensi di me – 2:44 (Franco Migliacci e Bruno Zambrini)